# Arnold Finck

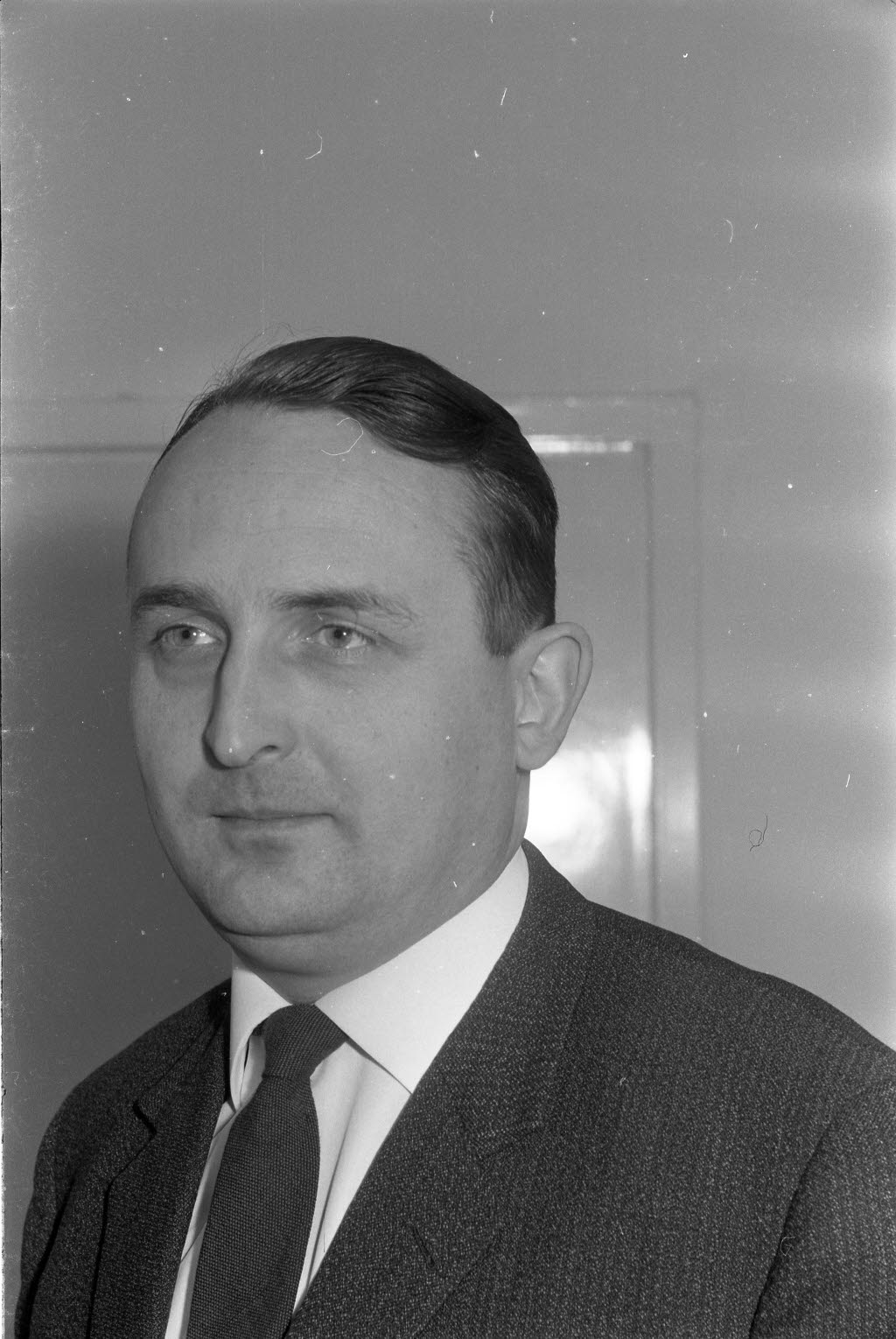
Arnold Finck (1964)

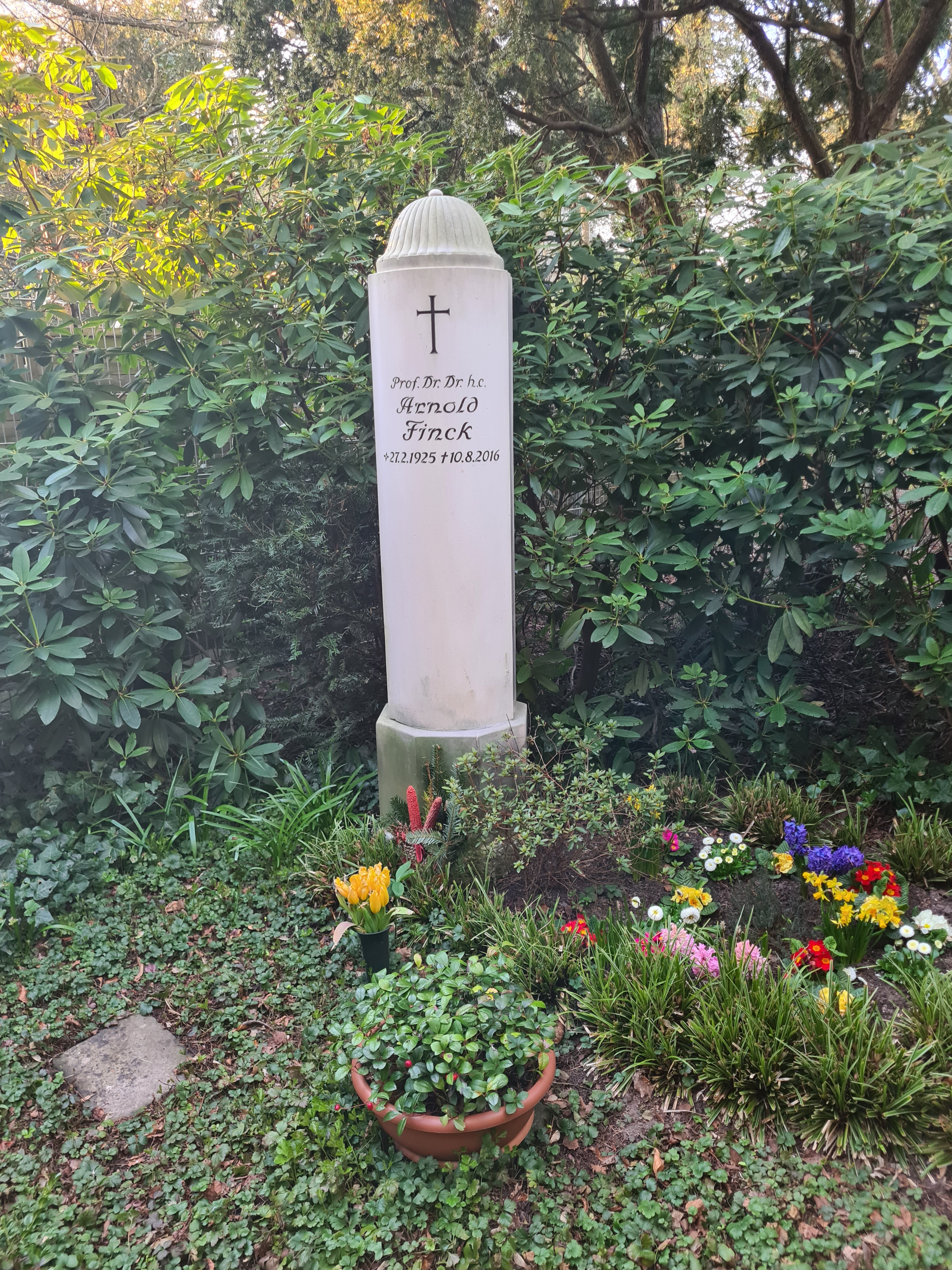
Das Grab von Arnold Finck auf dem Parkfriedhof Eichhof

Arnold Johannes Finck (* 27. Februar 1925 in Krokau; † 10. August 2016 in Kronshagen) war ein deutscher Agrarwissenschaftler.

## Leben
Arnold Finck wuchs als ältester Sohn eines Landwirts im schleswig-holsteinischen Krokau auf. Er besuchte zunächst die Mittelschule in Schönberg und später die Oberrealschule Wellingdorf, wo er 1943 sein Abitur machte. Danach diente er im Zweiten Weltkrieg und machte nach Kriegsende bis 1946 eine landwirtschaftliche Ausbildung. Daran anschließend studierte er an der Kieler Christian-Albrechts-Universität (CAU) bis 1949 Landwirtschaft.
1951 wurde Finck mit der Dissertation Ökologische und bodenkundliche Studien über die Leistungen der Regenwürmer für die Bodenfruchtbarkeit zum Dr. agr. promoviert. Von 1952 bis 1957 war er wissenschaftlicher Assistent am Institut für Pflanzenernährung und Bodenkunde der Landwirtschaftlichen Fakultät der Christian-Albrechts-Universität zu Kiel. 1958 habilitierte Finck mit der Arbeit Untersuchungen zur Manganversorgung von Feldpflanzen auf einigen Bodentypen Schleswig-Holsteins.
Von 1958 bis 1961 arbeitete Finck als Agrikulturchemiker der Jezira Research Station im sudanesischen Wad Madani. Nach seiner Rückkehr an die CAU war er bis 1964 Oberassistent und Privatdozent für Bodenkunde und Pflanzenernährung am Institut für Pflanzenernährung und Bodenkunde. 1964 war er außerplanmäßiger Professor, anschließend bis 1970 außerordentlicher Professor und bis 1992 ordentlicher Professor am Institut für Pflanzenernährung und Bodenkunde. Außerdem war er ab 1979 Direktor des Instituts für Pflanzenernährung und Bodenkunde sowie von 1987 bis 1989 Dekan der Agrar- und Ernährungswissenschaftlichen Fakultät der CAU.

## Veröffentlichungen
- Ökologische und bodenkundliche Studien über die Leistungen der Regenwürmer für die Bodenfruchtbarkeit. Dissertation an der Christian-Albrechts-Universität zu Kiel, Landwirtschaftliche Fakultät, 1951.
- Untersuchungen zur Manganversorgung von Feldpflanzen auf einigen Bodentypen Schleswig-Holsteins. Habilitationsschrift an der Christian-Albrechts-Universität zu Kiel, Landwirtschaftliche Fakultät, 1958.
- Tropische Böden : Einführung in die bodenkundlichen Grundlagen tropischer un subtropischer Landwirtschaft. Parey, Hamburg, Berlin 1963.
- Mehrnährstoff- oder Einzeldünger. Parey, Hamburg, Berlin 1967.
- Pflanzenernährung in Stichworten. Hirt, Kiel 1969 (6. Aufl. u.d.T. Pflanzenernährung und Düngung in Stichworten. Bornträger, Berlin/Stuttgart 2007, ISBN 3-443-03116-1).
- Mineraldüngung gezielt. AID, Bonn-Bad Godesberg 1975.
- Dünger und Düngung : Grundlagen und Anleitung zur Düngung der Kulturpflanzen. Verlag Chemie, Weinheim, New York 1978, ISBN 3-527-25805-1 (2. Aufl. 1992, ISBN 3-527-28356-0).
- Fertilizers and fertilization : introd. and practical guide to crop fertilization. Verlag Chemie, Weinheim, Deerfield Beach, Florida, Basel 1982, ISBN 3-527-25891-4.
- Düngung : 41 Tabellen. Verlag Eugen Ulmer, Stuttgart 1991, ISBN 3-8001-4078-0.
- Mineraldüngung nach guter fachlicher Beratung. AID, Bonn 1993.
- Mineraldüngung nach guter fachlicher Praxis. AID, Bonn 1995.
- Claus Wiese, ein fortschrittlicher Probsteier Landwirt im 19. Jahrhundert (= Schriftenreihe der Agrarwissenschaftlichen Fakultät der Universität Kiel, Bd. 85). Kiel 1997.
- Nahrung für Europa – die Aufgabe der Landwirtschaft. Liebig-Preis und Thünen-Medaille: eine Bilanz nach 50 Jahren, 1949 - 1999. Alfred-Toepfer-Stiftung F. V. S., Hamburg 1999, ISBN 3-9806751-0-6.